# Маляревский, Константин Фёдорович
Маляревский Константин Фёдорович (5 мая 1879 – 14 мая 1934) – почвовед-географ, почвовед-химик, преподаватель Ленинградского сельскохозяйственного института.
Родился в г. Златоусте Уфимской губернии в дворянской семье. В 1899 г. окончил гимназию, поступил в Императорский Казанский университет на естественное отделение физико-математического факультета по специальности «агрономическая химия и технология». Участник студенческих волнений 1899, 1900 гг.
После окончания университета (1903) проходил обучение в Московском сельскохозяйственном институте, в 1906 г. получил звание учёного агронома первого разряда. Работал в Богучаевском земстве Воронежской губернии, Земельном отделе Частного банка СПб.
1909 – 1912 гг. – лаборант Главного управления землеустройства и земледелия в Петербурге. Здесь работал под руководством профессора П.С. Коссовича. Член Докучаевского почвенного комитета. Преподавал в Ленинградском сельскохозяйственном институте, Каменноостровском и Стебутовском институтах. После разделения в 1930 г. ЛСХИ стал профессором Ленинградского молочно-огородного института (с 1934 г. - Детскосельский сельскохозяйственный институт).
Участник Новоземельской экспедиции 1921 г. под общим руководством Р.Л. Самойловича. Участник колонизационного обследования побережья Кольского и Кандалакшского заливов (1925). В 1926–1930 гг. руководил Печорской экспедицией Наркомзема РСФСР на территории Автономной области Коми.
Семья: жена Колюбакина Евгения Николаевна, сын - Владимир Константинович (1902 г.р.).
Похоронен на Смоленском лютеранском кладбище Санкт-Петербурга.
Литература о К.Ф. Маляревском:
Колодка В.П. Маляревский Константин Фёдорович / Общество почвоведов им. В.В. Докучаева, Санкт-Петербургское отделение. Доклады. Вып. 5. Санкт-Петербург, 2021. С. 10–19.
Труды К.Ф. Маляревского:
Маляревский К.Ф. Колонизационные обследования территории, отведенной Мурманской железной дороге. Второй год колонизационной работы Мурманской ж.д. – Ленинград, 1925.
Материалы по естественноисторическому изучению Воронежской губернии. Почвы Воронежской губернии: предварительный отчет о почвенных исследованиях, произведенных в 1912 г. / сост. проф. К. Д. Глинкой, почвоведом А. М. Панковым и экскурсантом К. Ф. Маляревским; под общей редакцией проф. К. Д. Глинки; Воронежское губернское земство. – СПб.: Тип. В. С. Борозина, 1913. - 61 с.